# Osby församling
Osby församling var en församling i Lunds stift och i Osby kommun. Församlingen uppgick 2006 i Osby-Visseltofta församling.

## Administrativ historik
Församlingen har medeltida ursprung.
Församlingen var till 1867 moderförsamling i pastoratet Osby och Loshult för att därefter till 1973 utgöra ett eget pastorat. Från 1973 till 2006 moderförsamling i pastoratet Osby och Visseltofta. Församlingen uppgick 2006 i Osby-Visseltofta församling.
Före 1962 var församlingen delad av kommungräns och därför hade den två församlingskoder, 112700 för delen i Osby landskommun och 116300 för delen i Osby köping.

## Organister och klockare
| Verksam   | Namn                          | Levnadstid | Övrigt    |
| --------- | ----------------------------- | ---------- | --------- |
| 1740      | Martin Ryberg                 |            | Klockare. |
| 1715–1776 | Hans Vogt                     | 1693–1776  | Organist. |
| 1776–1782 | Hans Nilsson Oslander         | 1740–1782  | Organist. |
| 1750–1780 | Pihl                          |            | Klockare. |
| 1958–     | Olof Sigurd Hartvig Andersson | 1916–      | [ 12 ]    |

## Kyrkor
- Osby kyrka